# Тутевич, Виктор Николаевич
Виктор Николаевич Тутевич (1915 — 1993) — советский легкоатлет, специализировавшийся на метании диска и молота, а также на толкании ядра. Мастер спорта СССР.
Становился чемпионом СССР 1943 года в толкании ядра. Четырежды завоёвывал серебряные медали советских чемпионатов: в 1943 в метании диска и молота; а 1944, 1945 — в толкании ядра. Пятикратный бронзовый призёр чемпионата СССР в толкании ядра (1940, 1946, 1947, 1948, 1949).
Десять раз выигрывал чемпионат Москвы.
Работал преподавателем кафедры лёгкой атлетики Государственного центрального ордена Ленина института физической культуры (ГЦОЛИФК). Кандидат технических наук. Доктор педагогических наук.
Автор книг и статей по теории и практике физической культуры. Среди его работ: «Толкание ядра» (1955), «Метание диска» (1958), «Теория спортивных метаний» (1969), учебных пособий для вузов «Схемы и узлы систем телемеханики для объектов нефтяной и газовой промышленности» (1983, соавтор) и «Телемеханика» (1985).
Супруга — легкоатлетка Римма Федотовна Шумская.
Похоронен на Введенском кладбище в Москве.